# NGC 7198
NGC 7198 је лентикуларна галаксија у сазвежђу Водолија која се налази на NGC листи објеката дубоког неба.
Деклинација објекта је - 0° 38' 52" а ректасцензија 22h 5m 14,1s. Привидна величина (магнитуда) објекта NGC 7198 износи 13,6 а фотографска магнитуда 14,6. NGC 7198 је још познат и под ознакама MCG 0-56-8, CGCG 377-23, NPM1G -00.0573, PGC 68006.